# Нгуджо, Херман
Херман Нгудьо (англ. Herman Ngoudjo, р. 25 июня 1979, Дуала, Камерун) — канадский боксёр-профессионал камерунского происхождения. Член сборной Камеруна на Олимпийских играх 2000 года, бронзовый призёр Всеафриканских игр (1999) в любителях.